# 보비 무어
로버트 프레더릭 첼시 무어(영어: Robert Frederick Chelsea Moore, OBE, 1941년 4월 12일 ~ 1993년 2월 24일)는 영국의 전 축구 선수, 해설가, 평론가이다. 역대 최고의 수비수 중 한 명인 그는 웨스트햄 유나이티드의 주장으로 10여년 간 있었으며, 잉글랜드의 1966년 월드컵 우승 당시의 주장이었다.
은퇴 당시 그의 출장 기록인 108경기는 잉글랜드 국가대표팀 최고 기록이었으며, 이는 2009년 3월 28일 데이비드 베컴이 109경기에 출장하기 전까지 아웃필드 선수 중 가장 많은 기록이었다.

## 선수 경력

### 어린 시절
보비 무어는 1956년 웨스트햄 유나이티드 FC 청소년 클럽에 들어갔고, 1958년 9월 8일 맨체스터 유나이티드 FC를 상대로 등번호 6번을 달고 첫 경기에 나섰다. 경기의 흐름을 읽는 능력과 상대 선수의 움직임을 예측하는 능력이 뛰어났고, 헤딩 능력과 공 속도를 살려 나가는 능력도 높게 평가되었다.
무어는 웨스트햄 유나이티드 동료가 되는 제프 허스트와 함께 에식스군 크리켓 클럽(Essex County Cricket Club) 청소년 팀에서 크리켓 선수로 활약하기도 했다.

### 1960년대

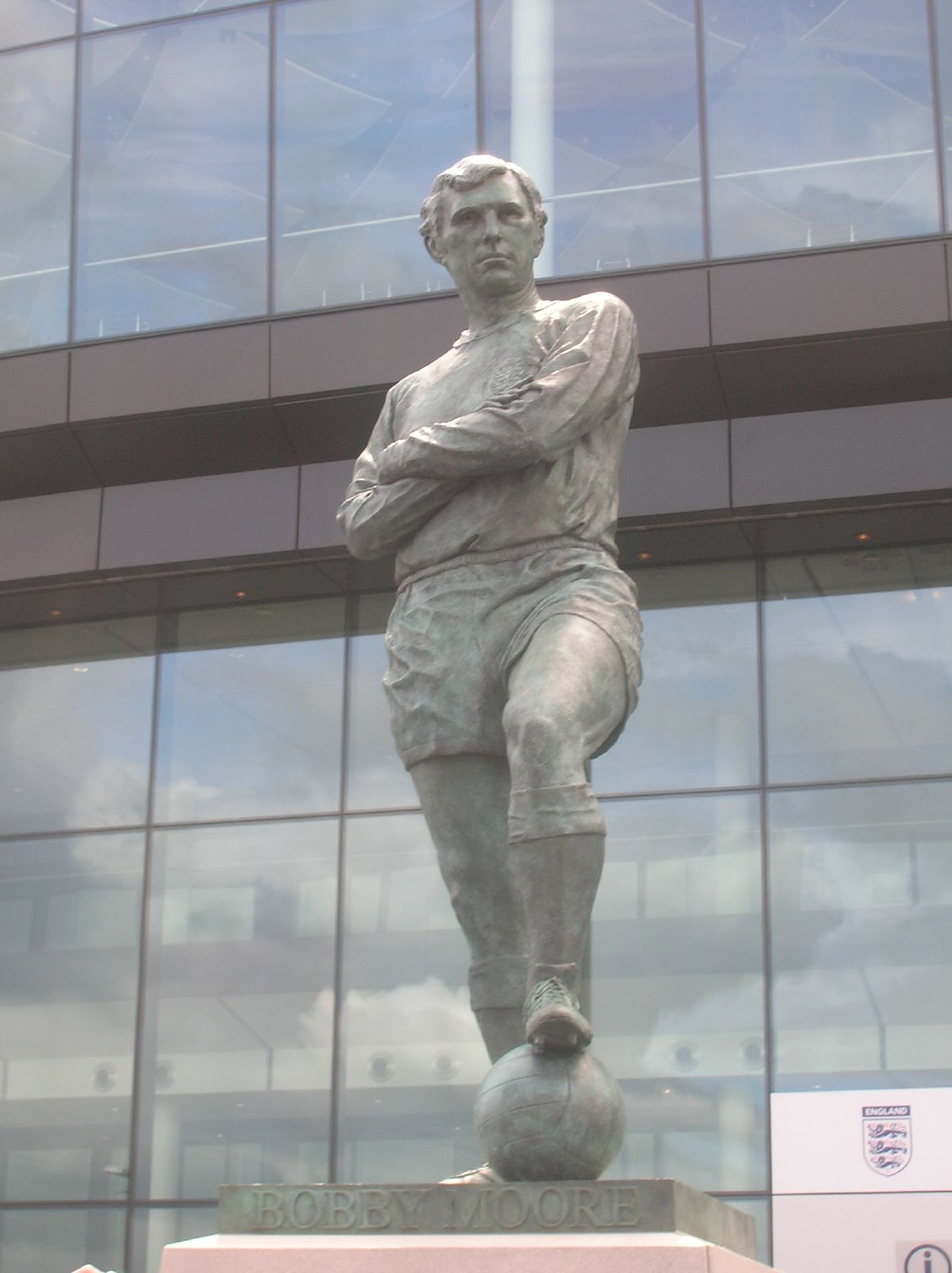
보비 무어의 동상

1960년에 무어는 잉글랜드 U-23팀에 선발됐다. 웨스트햄 유나이티드와 U-23팀에서 보여준 그의 영향력은 1962년에 그가 잉글랜드 축구 국가대표팀에 뽑히는데 영향을 끼쳤다. 1962년 5월 20일 페루와의 원정 경기에서 데뷔전을 가졌고, 좋은 인상을 남겨 1962년 FIFA 월드컵에 출전하게 됐다. 월드컵에서는 8강전 경기인 브라질전에서 후에 득점왕을 차지하게 되는 가힌샤와 바바(Vavá)에게 각각 두골과 한골을 허용해 3-1로 패하였다. 브라질은 그 대회에서 우승을 차지하였다.
1963년 5월 29일 지미 암필드(Jimmy Armfield)가 부상으로 전력에서 이탈하자, 무어는 12번째 출장 경기에서 22세의 나이로 첫 주장을 맡게 되었는데, 그는 당시 최연소 주장이었다. 암필드가 부상에서 돌아왔을때도 새로운 감독 알프 램지는 계속 그에게 주장직을 맡겼다. 1964년 FA컵 결승전에서 프레스턴 노스 엔드 FC를 3-2로 이기고 우승을 차지했고, 축구 기자 협회 올해의 축구 선수 상(FWA Footballer of the Year)을 받았다. 1965년에는 TSV 1860 뮌헨을 2-0으로 이겨 UEFA컵위너스컵 우승을 차지했고, 국가대표팀에서도 30경기 이상을 소화해 냈다. 이 시기 고환암 치료를 받기도 했다.
1966년 시작은 무어에게 좋기도 했고 나쁘기도 했다. 그는 1966년 1월 폴란드와 1-1로 비긴 경기에서 국가대표 첫 골을 넣었으나, 풋볼 리그 컵 결승전인 웨스트브로미치 앨비언 FC와의 경기에서 도합 5-3으로 패배했다. FIFA 월드컵을 2주 앞둔 1966년 6월 29일에 열린 노르웨이와의 경기에서는 팀의 두 번째 득점을 올렸다.

### 1966년 잉글랜드 월드컵
1966년 잉글랜드 월드컵 이전에, 무어가 웨스트햄을 떠나 토트넘 홋스퍼로 이적하고 싶어한다는 소문이 돌았다. 무어는 그의 계약을 끝내려 했으나, 알프 램지는 웨스트햄 감독 론 그린우드(Ron Greenwood)를 호텔로 호출해, 그들의 의견차를 조율하여 재계약을 이끌어 냈다. 알프 램지의 중재와 그가 기술적으로 뛸 수 없다는 인식 때문에, 무어는 웨스트햄 유나이티드와 재계약을 맺고 월드컵에서 잉글랜드의 주장으로 나설 수 있게 됐다.
월드컵에서 잉글랜드는 우루과이, 멕시코, 프랑스와 1조에 편성됐다. 모든 경기는 웸블리 경기장에서 열렸고, 별다른 문제 없이 조별 리그를 통과하였다.
8강전에서 아르헨티나를 꺾고, 준결승전에서 에우제비우의 포르투갈마저 2-1로 이기고 결승에 진출하였다.
결승전에서, 잉글랜드는 서독과 맞서게 되었다. 서독은 전반 12분만에 헬무트 할러(Helmut Haller)의 골로 앞서나가기 시작했다. 그러나 무어의 의식과 재빠른 생각이 평형을 이루어냈다. 무어가 볼프강 오베라트로부터 반칙을 당해 프리킥을 얻어냈고, 제프 허스트의 머리로 즉시 공을 띄어주었다. 그리고 제프 허스트가 득점을 만들어 냈다.
잉글랜드의 승리는 마틴 피터스(Martin Peters)가 역전골을 넣었을 때 확실해지는 듯 했으나, 다시 볼프강 베버(Wolfgang Weber)가 89분에 골을 넣어 연장전으로 돌입하게 되었다. 알프 램지는 서독 선수들이 지쳤을 것이라 확신했고, 제프 허스트가 3-2를 만드는 결정적인 골을 넣자 경기는 쉽게 풀렸다. 뒤이어 제프 허스트가 승리를 결정짓는 한골을 더 넣어 4-2승리를 장식하였다. 제프 허스트는 유일하게 월드컵 결승전에서 해트트릭을 달성한 선수가 되었다.
그 날의 인상적인 장면 중 하나는 보비 무어가 엘리자베스 2세 여왕을 맞이할 때 나왔다. 그는 엘리자베스 2세가 FIFA 월드컵 트로피를 전달하려 하자, 악수하기 전 손에서 진흙과 땀을 벨벳 식탁보에 닦았다.

#### 월드컵 이후의 반향

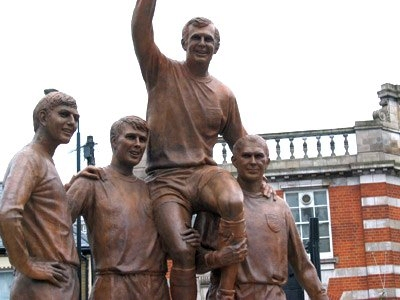
업튼 파크에 있는 웨스트햄 유나이티드 FC 챔피언 동상. 제프 허스트, 마틴 피터스, 보비 무어, 레이 윌슨(왼쪽부터)

월드컵이 끝난 후, 무어는 국가적 우상이 되었다. 그는 1966년에 축구 선수로는 처음으로 BBC 올해의 스포츠인상(BBC Sports Personality of the Year Award)을 받았고, 1967년에는 대영 제국 훈장 4등급(OBE)을 받았다.
무어의 인기는 올라갔고, 그는 여러 사업에 손을 대기 시작했다. 그는 웨스트햄의 홈구장 옆에 스포츠 용품점을 차렸고, 마틴 피터스와 그의 아내 캐시 피터스, 그리고 자신의 아내 티나 무어와 광고에 출연하기도 했다.
그는 계속해서 웨스트햄에서 활동했고, 1966년 말 웨일스와의 친선 경기에서 50번째 국가대표 출장을 기록했다. 그는 UEFA 유로 1968에 출전했으나, 첫 경기이자 4강전 인 유고슬라비아와의 경기에서 1-0으로 져 3위를 기록했다.
잉글랜드는 전 대회 우승팀이었기 때문에 지역 예선을 치를 필요가 없었고, 무어는 계속 1군에 이름을 올렸다.

### 1970년대
1970년은 무어에게 씁쓸하면서도 달콤했다. 무어는 멕시코 월드컵에서 잉글랜드의 주장을 맡게 됐는데, 월드컵에 출전하기 위해 콜롬비아의 보고타에서 전지훈련을 하던 무어는 팔찌를 훔쳤다는 보석 상인의 제보에 연루되었다. 한 젊은 점원이 무어가 호텔 샵에서 돈을 내지 않고 팔찌를 가져갔다고 주장했다. 무어는 확실히 보비 찰턴과 함께 선물을 사기 위해 호텔 샵에 있었다. 무어는 체포되었으나, 곧 풀려났다. 그는 후에 키토에서 열린 에콰도르와의 친선 경기에서 80번째 대표팀 출장을 기록했다. 그러나 대표팀이 탄 비행기가 멕시코에 도착하자, 무어는 붙잡혔고 나흘동안 가택 연금됐다. 외교적 압력이 작용했고, 증거가 불충분해서 무죄로 입증됐고, 무어는 바로 대표팀에 합류했고 월드컵을 준비했다. 잉글랜드는 브라질에 이어 조 2위로 16강전에 진출해 서독과 재회했으나, 이번에는 패했다.

### 정상에서의 마지막 시기
1970년 8월 10일, 무어는 아내 티나 무어가 납치됐다는 소식을 들었고, 납치범은 10,000파운드(한화 약 2천만 원)를 몸값으로 요구했다. 이것은 그가 프리시즌에 브리스틀 시티 FC, AFC 본머스와의 친선 경기를 놓치는 원인이 되었다. 1971년 1월 7일, 무어와 지미 그리브스, 브라이언 디어(Brian Dear), 클라이드 베스트(Clyde Best) 등 웨스트햄 선수들은 블랙풀 FC와의 FA컵 경기 전 나이트 클럽에서 술을 마신 죄로 론 그린우드 감독에게 벌금을 물었다. 당시 풋볼 리그 1부 하위권에 그치던 블랙풀 FC와의 경기 결과는 4-0 참패였다. 이 경기 전날 무어가 음주하는 장면이 TV에 방영되었다. 무어는 보통 웨스트햄의 체육관이나 경기장에 있었기 때문에, 이는 보기 드문 일이었다.
무어는 1973년 509경기를 소화하며 웨스트햄 최다 출전 기록을 세웠다. 3일 전 발렌타인 데이에는 스코틀랜드와의 경기에서 100번째 경기를 뛰며 센추리 클럽에 가입되었다. 당시 대표팀에서 잉글랜드 월드컵에 출전했던 선수는 무어를 포함해 3명 뿐이었고, 다른 선수들은 은퇴하거나 대표팀 선발에서 제외되었다.
1974년 서독 월드컵 지역 예선 폴란드와의 경기에서, 무어는 실수를 하며 골을 내주었다. 잉글랜드는 1-1로 비겼고, 알프 램지는 6개월 후 해임되었다. 무어는 1973년 11월 14일 1-0으로 진 이탈리아와의 친선경기를 끝으로 다시 대표팀에 선발되지 않았다.
무어는 1974년 1월 헤러포드 유나이티드 FC(Hereford United F.C.)와의 FA컵 경기를 끝으로 웨스트햄 유나이티드와 결별했다. 그는 그 후 풋볼 리그 챔피언십의 풀럼 FC와 계약을 맺었다. 그는 FA컵 결승까지 도달해 웨스트햄과 재회했으나 2-0으로 패했다. 그 후 무어는 웸블리 경기장에 다시 서지 못했다.
무어는 1977년 5월 14일 블랙번 로버스 FC전을 마지막으로 잉글랜드에서의 축구 경력을 마치고, 북미 축구 리그의 샌안토니오 선더(San Antonio Thunder)와 시애틀 사운더스, 헤르닝 프레마드에서 활동했다.

## 은퇴 후
1978년 현역 은퇴 후 무어는 옥스퍼드 시티 FC(Oxford City F.C.)와 홍콩의 이스턴 AA(현 Eastern Sports Club), 사우스엔드 유나이티드 FC 등의 감독을 지냈다.
1990년 캐피털 라디오(현 Capital London)에서 축구 분석가와 논평가로 활동했지만, 사업과 결혼 생활에서 어려움을 겪는 등 은퇴 후의 삶은 순탄치 못했다. 1991년 12월 4일, 8살 연하의 스테퍼니 팔레인무어(Stephanie Parlane-Moore)와 재혼했다.

## 사망

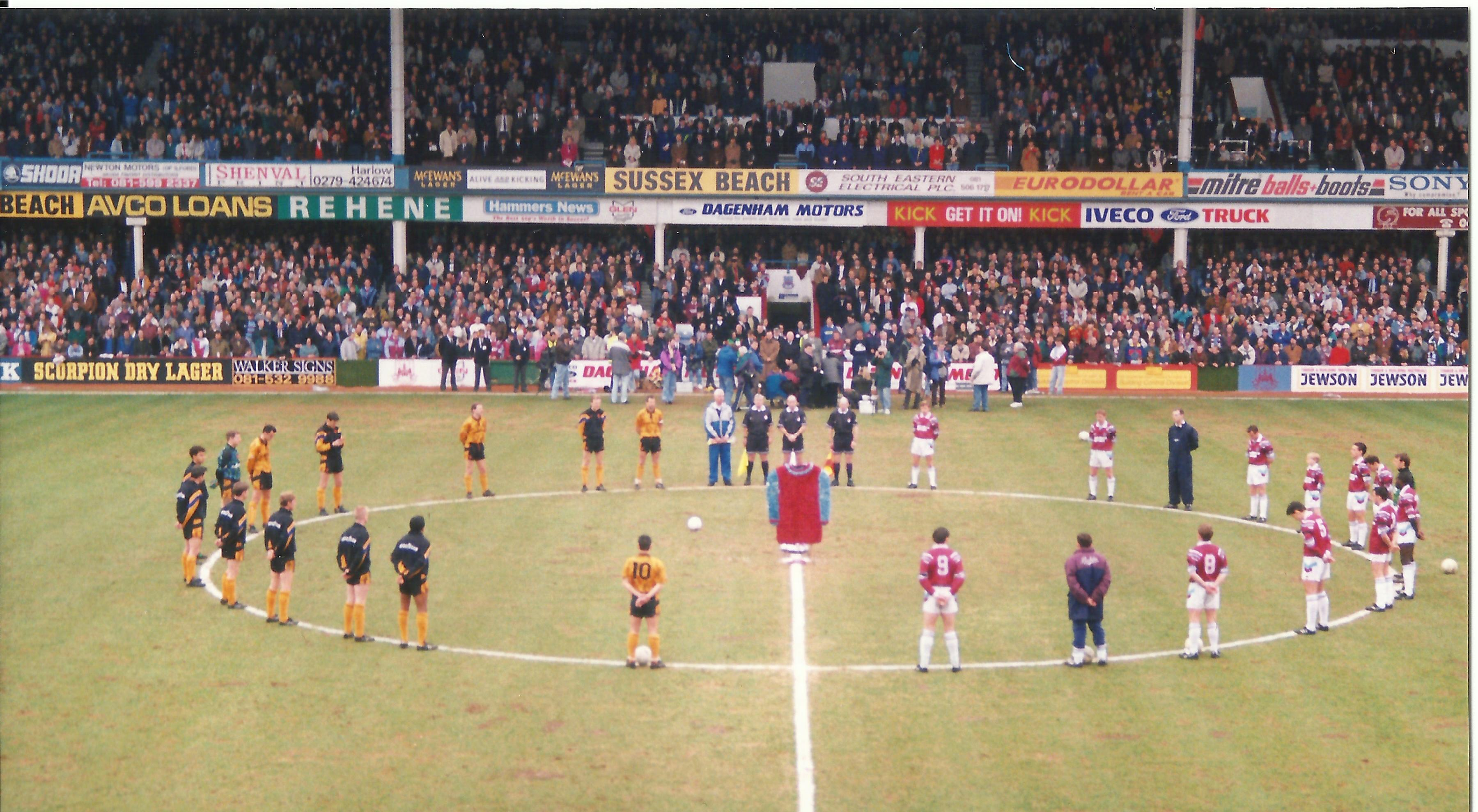
웨스트햄 유나이티드 FC와 울버햄프턴 원더러스 FC의 선수들이 경기 전 보비 무어를 추모하는 의미로 묵념하는 장면(1993년 3월 6일 촬영).

1991년 4월 보비 무어는 대장암 증상을 보여 응급 수술을 받았고, 1993년 2월 14일에 암 투병 사실을 발표했다. 산마리노전을 해설 중계한 후 7일 뒤인 2월 24일 오전 6시 36분 51세의 나이로 사망했고, 3월 2일에 장례가 치러졌다. 2003년 11월에는 잉글랜드 축구 협회로부터 UEFA 주빌리 어워드 수상자로 선정되었다.

## 국가대표팀 득점 기록
| 날짜            | 장소                    | 상대     | 결과 | 대회      | 득점  |
| --------------- | ----------------------- | -------- | ---- | --------- | ----- |
| 1966년 1월 5일  | 구디슨 파크, 리버풀     | 폴란드   | 1–1  | 친선 경기 | 1 (1) |
| 1966년 6월 22일 | 울레볼 스타디온, 오슬로 | 노르웨이 | 6–1  | 친선 경기 | 1 (2) |

## 영화에 등장하는 무어
1981년 그는 영화 《승리의 탈출》에 테리 브래디(Terry Brady) 역으로 출연했다. 1969년 영화 《이탈리안 잡》에서는 폭스바겐 버스에 쓰여진 보비 무어의 이름을 볼 수 있다.

## 수상

#### 웨스트햄 유나이티드
- FA컵 : 1963-64
- 차리티 쉴드 : 1964
- 유로피언컵 위너스컵 : 1964-65

#### 이스턴 AA
- 홍콩 시니어 쉴드 : 1981-82

#### 잉글랜드 축구 국가대표팀
- FIFA 월드컵 : 우승 (1966)
- UEFA 유로 : 3위 (1968)
- 브리티시 홈 챔피언십 : 1964–65, 1965–66, 1967–68, 1968–69, 1970–71, 1972–73

### 개인
- 발롱도르 2위 : 1970
- FWA 올해의 선수 : 1964
- UEFA 유로 올스타팀 : 1968
- 웨스트햄 영구 결번 : 6번
- 웨스트햄 올해의 선수 : 1961, 1963, 1968, 1970
- 잉글랜드 축구 명예의 전당 : 2002
- 대영제국 훈장 4등급 (OBE) 수훈[1] : 1967
- BBC 올해의 운동선수 : 1966
- 월드사커 올해의 팀[4] : 1968, 1969
- FIFA 공로상 : 1996
- 업튼 파크 동상 건립
- 웸블리 스타디움 동상 건립

#### 선정
- PFA 세기의 선수 : 2007
- PFA 세기의 팀 : 2007
- 20세기 세계 축구 역대 베스트[5] : 1998
- FIFA 월드컵 역대 베스트 : 1994
- 월드사커 역대 베스트 : 2013
- UEFA 주빌리 어워드[6] : 2004
- 풋볼 리그 레전드 100인 선정
- 위대한 영국인 100인 선정[7]
- 발롱도르 드림팀 후보[8] : 2020

#### 발롱도르
- 1964 - 19
- 1966 - 4
- 1968 - 22
- 1970 - 2
- 1971 - 10
- 1972 - 7
- 1973 - 19

## 주해
1. ↑  당시 UEFA 유로는 본선 진출국이 4개로 제한되어 있었다.

## 같이 보기
- A매치 100경기 이상 출전한 축구 선수 명단